# Nave dei folli (Bosch)
La Nave dei folli è un dipinto a olio su tavola (57,9x32,6 cm) di Hieronymus Bosch, databile al 1494 circa e conservato nel Museo del Louvre di Parigi.

## Storia
La Nave dei folli è nota dal 1918, quando venne donata al Louvre da Camille Benoît, già conservatore associato al Dipartimento delle pitture del museo e specialista dell'arte fiamminga. La storia dei passaggi di proprietà del dipinto non è altrimenti nota e si suppone che l'acquisto da parte del Benoît sia avvenuto sul mercato parigino all'inizio del XX secolo. Nel Cabinet des Dessins se ne conserva anche un disegno preparatorio.
A partire dalla mostra di Rotterdam del 1936 presso il Museo Boijmans alcune similitudini tra la Nave dei folli e quella dell'Allegoria dei piaceri erano state notate aprendo il dibattito sulla possibile parentela tra le due opere. Nel 1958 la studiosa Lotte Brand Philip e nel 1959 il professore a Yale, Charles Seymour, affermarono, la prima, che i due pannelli facessero parte di un unico insieme e il secondo che l’Allegoria dei piaceri potesse costituire la sezione inferiore della Nave dei folli. Il restauro dell'Allegoria dei piaceri condotto nel 1972 rivelò che i margini inferiore della Nave e superiore dell'Allegoria combaciavano in modo tale che ad esempio la cima della frasca come pure la parte terminale dell'imbuto che riveste il capo del trombettiere goloso in groppa al barile nell'Allegoria si ritrovano effettivamente nella parte bassa della Nave. A quarant'anni di distanza, il restauro della Nave dei folli iniziato nel 2013 e ultimato nel 2015 in vista del cinquecentenario dalla morte del pittore, ha nuovamente confermato che i due pannelli del Louvre e di Yale combaciassero in origine prima del loro smembramento.
Assodata l'appartenenza delle due opere ad un'unica composizione nello stesso anno lo studioso Jan Piet Filedt Kok del Rijksmuseum, estendeva la ricostruzione basandosi sulle straordinarie somiglianze nel disegno tra quattro diverse opere di Bosch che potevano far parte di un unico trittico: il Venditore ambulante, l'Allegoria dei piaceri, la Nave dei folli e la Morte di un avaro. L'ipotesi non riscosse successo, anche perché il primo pannello veniva datato a una fase più tarda degli altri, quella finale, per la presenza della figura monumentale in primo piano.
L'analisi dendrocronologica condotta nel 2001 ha invece avvalorato l'ipotesi rilevando come il legno delle quattro opere fosse compatibile con un unico insieme, databile al 1494 circa.

### Il restauro del 2015
Il restauro condotto da Agnès Malpel presso il Centre de recherche et de restauration des musées de France con il patrocinio del Bosch Research and Conservation Project a partire dal 2013 e ultimato nel novembre 2015 ha consentito di eliminare lo strato di smalto opaco che rivestiva la superficie del pannello offuscandone la leggibilità come già denunciato da vari critici sin dagli anni 1950, e di mettere in evidenza, lungo la diagonale che va dal vertice alto a destra verso quello basso a sinistra, una tavolozza di colori molto più chiari e prossimi a quelli dell'Allegoria dei piaceri. Il lavoro di ripulitura ha dimostrato che una ridipintura posteriore aveva creato a destra la collina-promontorio, a sinistra lo sfondo terrigno a poppa della nave, mentre al centro la chioma dell'albero di cuccagna era stata notevolmente ispessita. Tolti questi ritocchi, l'orizzonte risulta ora completamente libero, "ampio e luminoso", caratterizzato da un blu che si diffonde con effetti d'iridiscenza verso l'entroterra assumendo riflessi verdi, mentre il colore beige caratterizza la pianura a sinistra solcata dal corso d'acqua su cui viaggia la nave, di cui tornano visibili tutte le manovre fisse. All'estrema destra sulla linea dell'orizzonte, laddove si ergeva il promontorio, affiora adesso la sagoma di un edificio con un alto fabbricato appuntito forse una chiesa gotica e più sotto s'indovinano, grazie alle lumeggiature, le pale bianche di un mulino mentre altre costruzioni si notano alla sua sinistra. L'analisi della riflettografia rivela un disegno sottostante molto preciso simile a quello, visibile anche ad occhio nudo, della Morte di un avaro e come quest'ultimo caratterizzato da un tracciato in diagonale dall'alto a sinistra verso il basso a destra tipico di un mancino, quale Bosch non era.

## Descrizione e stile
Il trittico originale doveva essere composto dalla Nave dei folli a sinistra con l'Allegoria dei piaceri nella parte inferiore e la Morte di un avaro a destra. Ignota è la pala centrale, se esisteva (potrebbe anche essere stato un dittico), mentre il Venditore ambulante si doveva trovare sul retro dello sportello sinistro, tagliato nel senso della lunghezza per ricavarne due tavole.
La Nave dei folli mostra una folla di personaggi stretti su una piccola imbarcazione, intenti a sprecare la propria vita nei vizi. La condanna del peccato, tema ricorrente nelle opere dell'artista fiammingo, si può accostare a quest'opera per la presenza di più elementi topici: si scorgono ad esempio tra i personaggi gesti e movenze poi ripresentate in altre opere simili, oltre alla presenza di simboli quali il gufo, in cima all'albero, e la ciliegia sul tavolo, entrambi icone del peccato, nonché la mezzaluna musulmana sul vessillo attaccato all'albero, che è un vero "albero", a cui sono legati dei polli spennati, che un uomo, simbolo probabilmente della gola, si appresta a prendere.
Il soggetto, come dimostrò la Cinotti, attinge ampiamente dalla tradizione popolare. Nel 1413 il poema De Blauwe Scuut di Jacob van Oestvoren parlava di una barca carica di una compagnia libertina, inoltre tale rappresentazione era usata nelle sfilate carnevalesche del Brabante e dava anche il nome a una confraternita, che metteva alla berlina i potenti. Negli stessi anni inoltre (1494) era pubblicato il poema satirico La nave dei folli di Sebastian Brandt che, reperibile in edizione tedesca e latina, fu tra le più importanti fonti di ispirazione per l'Elogio della follia di Erasmo da Rotterdam. Essendo Bosch vicino ad alcuni circoli umanistici non è escluso che fosse a conoscenza di quest'opera.

## Altre immagini

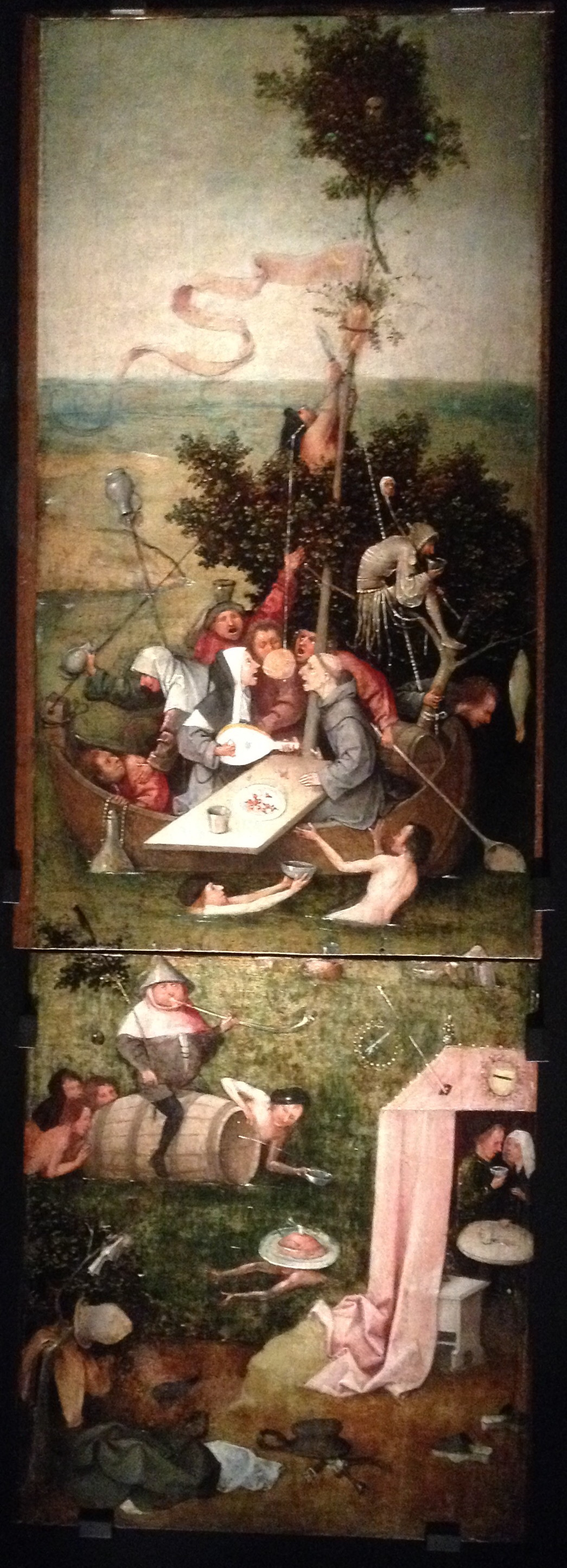
Nave dei folli&Allegoria s-Hertogenbosch 25.02.2016
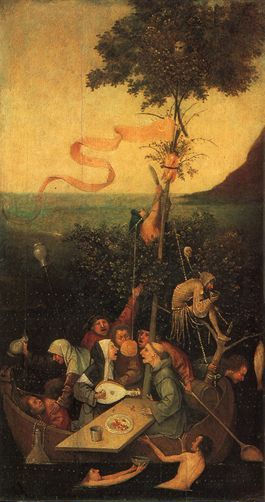
La Nave dei folli prima del restauro del 2015
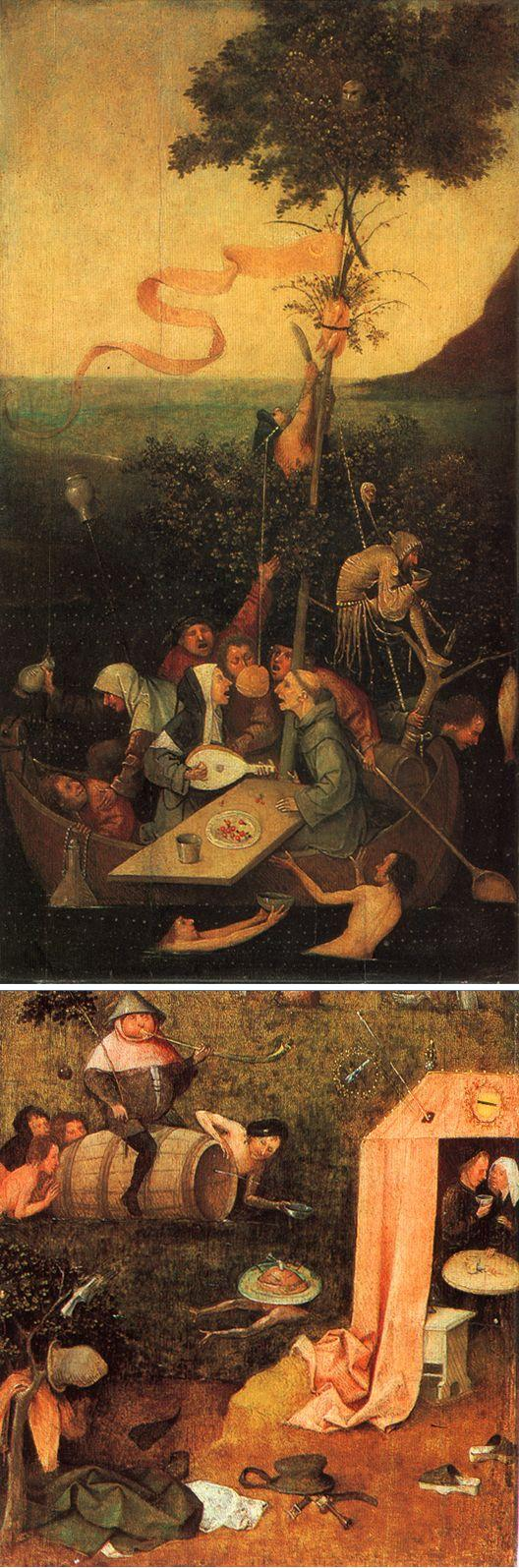
Ricostruzione della Nave dei folli con l'Allegoria dei piaceri.
Morte di un avaro.
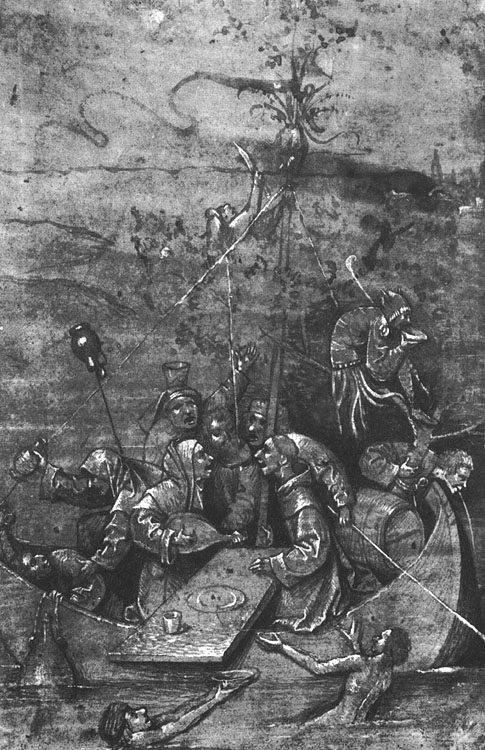
Disegno preparatorio per la Nave dei folli.